# Lake Thunderbird
Lake Thunderbird ist ein Wasserreservoir im Stadtgebiet von Norman im US-Bundesstaat Oklahoma. 
Der Stausee wurde von 1962 bis 1965 künstlich angelegt und versorgt die nahen Gemeinden Norman, Del City und Midwest City mit Trinkwasser. Er wird von einem 2.200 m langen und bis zu 44 m hohen Damm gestaut.
Der See ist benannt nach der Legende vom Donnervogel, einem übernatürlich starken Vogel. Viele Anwohner hingegen nennen den See Lake Dirtybird und spielen damit auf das trübe Seewasser an.